# Tephritomyia
Tephritomyia is een geslacht van insecten uit de familie van de Boorvliegen (Tephritidae), die tot de orde tweevleugeligen (Diptera) behoort.

## Soort
- T. lauta (Loew, 1869)